# Magyar Polgári Együttműködés Egyesület
A Magyar Polgári Együttműködés Egyesület magyarországi egyesület, amely saját meghatározása szerint a magyar nemzet és a nemzet számára fontos ügyek iránt elkötelezett, a polgári értékvilág, szemlélet alapjain álló civil szervezet.  Kritikusai szerint álcivil, a Fidesz hatalmi érdekeit szolgáló egyesület, mely áttételesen közpénzhez jut céljai eléréséhez a Fidesz vezette kormánytól.

## A Magyar Polgári Együttműködés Egyesület története
Az 1994-es országgyűlési választás elvesztését követően értelmiségiek és a jobboldali pártok politikusai jöttek össze havonta Nagykovácsiban, hogy a közös értékek mentén megszervezzék a polgári oldalt. Ezt az önszerveződést Nemeskürty István fogta össze és néhány vezető értelmiségivel összefogva szerveződött és alakult meg nem hivatalosan 1995 őszén az egyesület.
1995. szeptember 23-án az első Polgári Gondola nyitóelőadásait Andorka Rudolf, Martonyi János és Nemeskürty István tartották (a gondola kifejezés arra utal, hogy a Dunán hajókirándulást tartottak, amelyből aztán évenkénti hagyomány lett). A rendezvényen 29 magyarországi szervezet képviselői, számos közéleti személyiség, a polgári szövetség jelentős politikusai jelentek meg. A tanácskozás résztvevői nyilatkozatot írtak alá, amelyben kezdeményezték a polgári értékeket valló szerveződések országos összefogását.
Az ezt követő kecskeméti konferencián megjelent Orbán Viktor is. Az Erkel Színházban tartott összejövetelen megjelentek a polgári pártok pártelnökei is, közzétéve azt, hogy a polgári pártok a köztársasági elnök személyére Mádl Ferencet jelölik.
1995. december 9-én a Pilvax Kávéházban folytatott munkamegbeszélésen Tellér Gyula bevezető előadása alapján felvázolták a megalakítandó országos egyesület programját,
megvitatták az alapszabály és alapító nyilatkozat tervezetét.
1996. február 25-én hivatalosan is megalakult 9 tagegyesület és 131 alapító tag akaratából a Magyar Polgári Együttműködés Egyesület, megválasztották a 19 tagú elnökséget. Elnöke Mádl Ferenc, főtitkára Weszelovszky Zoltán lett. Elfogadták az alapszabályt és az alapító nyilatkozatot.
1996. május 14-én a bíróság bejegyeztette az egyesületet.
A Magyar Polgári Együttműködés Egyesület volt az, aki Orbán Viktort évértékelő beszédek megtartására kérte fel, a felkérés nyomán az elsőt 1999-ben tartotta.
2005 októberében a a Magyar Polgári Együttműködés Egyesület Kecskeméti Konzervatív Kör törölte soraiból Debreczeni Józsefet, megfogalmazásuk szerint Debreczeni az elmúlt években olyan tartalmú publicisztikákat, olyan értelmű nyilatkozatokat tett közzé, amelyek társadalmi, politikai közéletben képviselt értékrendünkkel merőben ellentétesek, azokkal össze nem egyeztethetők.
2019-ben a Batthyány Lajos Alapítvány 5,8 millió forint támogatást nyújtott az egyesület számára a Patrióta Európa Mozgalom nevű kormánypárti Facebook-oldal üzemeltetésére. Az alapítvány a közpénzből gazdálkodó Miniszterelnöki Kabinetirodától kapott támogatásból működik.
Az egyesület volt elnöke Balog Zoltán 2016-ban alulról szerveződőnek nevezte a szervezetet, ugyanakkor vállalta, hogy az egyesület a Fidesz-KDNP kormányát támogatja.
Az egyesület alapítói, illetve jelenlegi  vezetői közt több fideszes politikus található. Korábban elnöke volt Balog Zoltán református püspök, volt miniszter és fideszes országgyűlési képviselő, Martonyi János volt külügyminiszter, Mádl Ferenc korábbi köztársasági elnök, és Vízkelety Mariann, a sajtóban Orbán Viktor bizalmasaként emlegetett egykori államtitkár is. Jelenlegi elnöke Győri Enikő fideszes EP-képviselő.

## 2015-ben kiadott vitairata
2015 elején a Keresztény Értelmiségiek Szövetsége (KÉSZ), a Magyar Polgári Együttműködés Egyesület (MPEE) és a Professzorok Batthyány Köre vitaindító iratot adott ki a Polgári Magyarországért Alapítvány támogatásával. A vitaindító kiadvány a magyar társadalom Antall-kormány utáni húsz évének történetét elemzi. A vitaanyagot bemutató konferencián Orbán Viktor értékelése szerint Európát elárulták, és ha nem állunk ki érte, akkor ezt az Európát el fogják tőlünk venni.
A vitairatban felvetett kérdések az  ezt követő években is tárgyalás alatt álltak.

## Hírlevél
Az Egyesület 2024 elejétől három havonta megjelenő hírlevelet vett tervbe.

## Elnökök

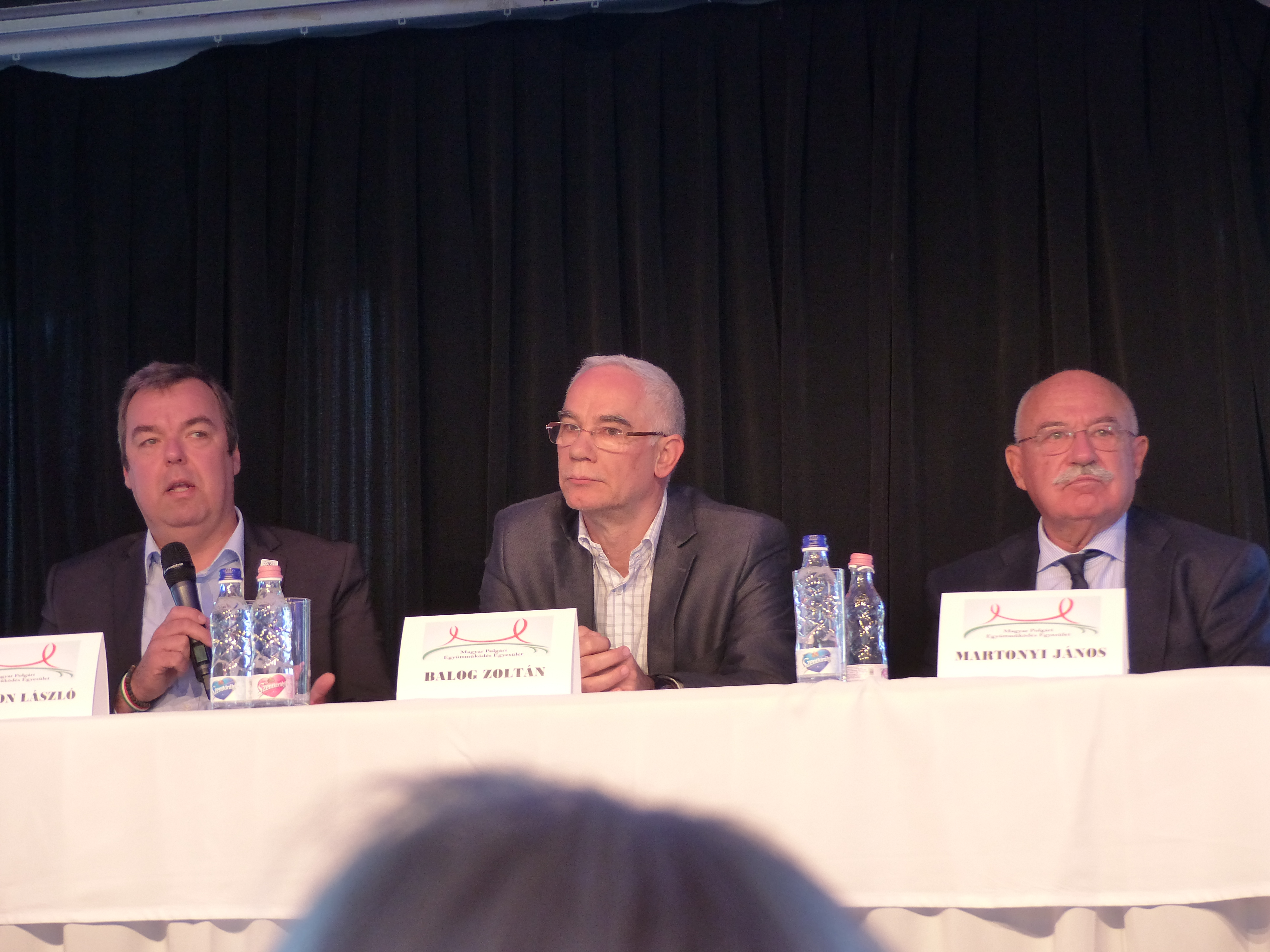
Martonyi János, Balog Zoltán és Simon László Polgári Gondolán

- Mádl Ferenc (1996–2000)
- Granasztói György (2000–2002)
- Martonyi János (2002–2007)[17]
- Balog Zoltán (2009–2019)
- Vízkelety Mariann (2019–2023)
- Győri Enikő (2023–)[18]